# Apamée (Bithynie)
Pour les articles homonymes, voir Apamée (homonymie).
Apamée est une cité antique de Bithynie. Elle a été prise par les Romains en 75 av. J.-C. Elle a obtenu le statut de colonie romaine sous Auguste. C'est aujourd'hui Mudanya, dans la province turque de Bursa.